# Grânulo de volutina
Os grânulos de volutina são uma forma de armazenamento intracitoplasmático (dentro do citoplasma da célula) de polifosfatos inorgânicos complexos, cuja produção é utilizada como um dos critérios de identificação ao tentar isolar a Corynebacterium diphtheriae no meio de Löffler. Os grânulos de polifosfato são chamados grânulos metacromáticos devido ao aparente efeito metacromático; apresentam cor vermelha quando corados com azul de metileno. Acumulações de polifosfato, polímeros lineares de ortofosfato, de comprimento variável (em média cerca de 500 unidades), que representam um modo osmoticamente inerte de armazenar fosfato. Parece que a parte central destes grânulos constitui um núcleo de lípidos e proteínas. Em alguns casos, podem constituir uma fonte de energia, em substituição do ATP (trata-se neste caso de una espécie de "fóssil bioquímico"). Acumulam-se quando outro nutriente diferente do fosfato torna-se escasso (sobretudo quando o sulfato está a desaparecer). Nestas condições detém-se a síntese dos ácidos nucleicos, e a volutina acumula-se no aguardo pela sua utilização para esta síntese de nucleicos, assim que aparecer o nutriente originalmente limitante.